# Goby-Camarão
Gobies ou Gobiidae é uma família pertencente à ordem dos Gobiiformes, dentro da infraclasse Teleósteos. Os peixes dessa família são pequenos, bentônicos, habitam recifes de corais e são muito estudados por uma relação ecológica marcante com os camarões do gênero Alpheus. 

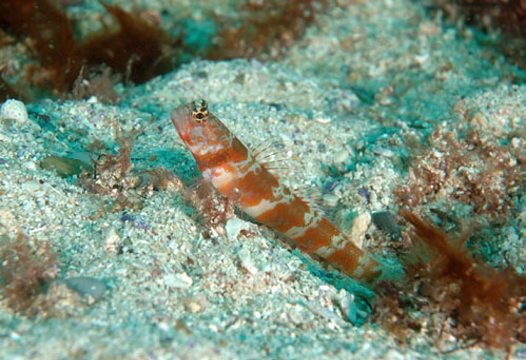
Gobi de tocaia

Camarões Alpheidae e peixes gobies participam em um mutualismo, no qual o invertebrado tem uma capacidade visual reduzida e constrói um abrigo para compartilhar com o peixe, que possui visão boa, fornecendo informação dos possíveis predadores e ameaças do lado de fora do abrigo.
O camarão possui uma visão muito fraca, e os peixes funcionam como sentinelas, posicionados na entrada do abrigo para alertar perigos iminentes, através de um sistema táctil de movimentos rápidos da cauda, detectados pelas antenas alongadas dos camarões. Dependendo das espécies envolvidas na interação, o sistema de comunicação tátil pode ser muito complicado. Este sistema de comunicação é uma característica distintiva da associação dos gobídeos com camarões e é um dos poucos exemplos conhecidos de comunicação interespecífica onde a sobrevivência de uma espécie depende quase inteiramente dos sinais produzidos pela espécie parceira.

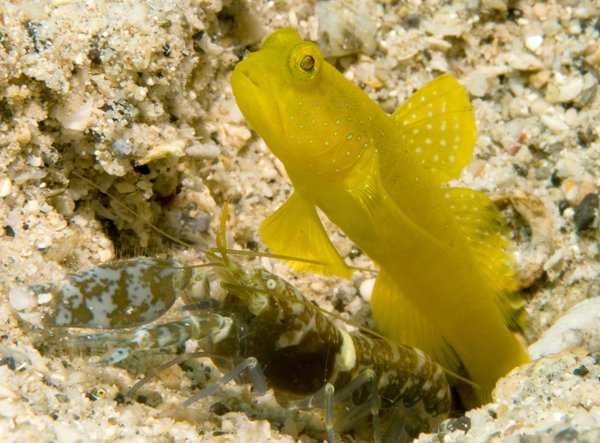
Gobi e camarão na porta do abrigo

A parceria entre peixes gobiídeos não escavadores e camarões alpheid representa uma oportunidade única para investigar a base do funcionamento do mutualismo. Os camarões dependem predominantemente dos gobis para avisá-los sobre a aproximação de predadores; além disso, eles também se beneficiam do aumento das fontes de alimento fornecidas pelos gobis, como ectoparasitas. Em troca, os camarões constroem e mantêm as tocas que são usadas como abrigo pelos gobis.
Mais de 120 espécies de gobiid, dentro de 12 gêneros e 20 espécies de alpheid, todas do gênero Alpheus participam de uma relação mutualística. Sabe-se que essa interação aparece duas vezes entre os gobies do Indo-Pacífico, a primeira vez em um clado composto pelos gêneros: Amblyeleotris, Ctenogobiops, Vanderhorstia. E uma segunda vez em outro clado composto por: Cryptocentrus, Tomiyamichthys, Stonogobiops, Mahidolia.
As associações entre os camarões e gobies podem ser divididas em três: comensalismo, mutualismo facultativo e mutualismo obrigatório. Uma espécie do Caribe, Nes longus, apresenta uma relação mutualística com camarão Alpheus seguindo a descrição a cima, já a espécie Ctenogobius saepepallens usam os abrigos construídos pelos alpheídeos casualmente e raramente alertam perigo iminente, portanto são considerados comensalistas.

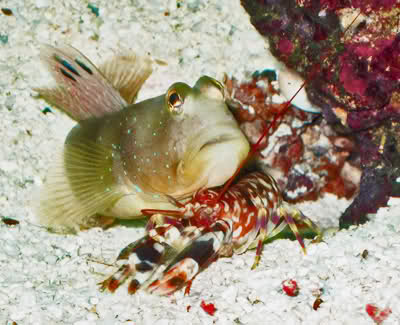
Gobi e camarão

É esperado que um mutualismo tão benéfico tenha aparecido durante a evolução muitas vezes, porém se existem custos de aptidão que acompanham os benefícios é esperado que essa relação apareça muito raramente.
Muitas perguntas ainda rondam essa relação ecológica, a maioria focada no quesito evolutivo dessa interação. Mutualismo estrito é muito vantajoso, então porque ainda existem espécies que são comensalistas? O que impede? Quais são os custos de manter essa associação?
Para tentar responder essas perguntas, é necessário entender que ao ficar de tocaia no abrigo do camarão, a área de forrageio do goby é reduzida, representando um custo para essa relação. Um estudo comparando a mesma dieta restrita entre duas espécies, mostra que aquela com relação de comensalismo (C. saepepallens) perde mais peso que a espécie com relação mutualística (L. longus). Mostrando que talvez C. saepepallens não mantenha uma relação de mutualismo pela necessidade de uma dieta mais ampla.
Esse caso também aponta que relações de mutualismo estrito aparecem mais raramente na evolução, porque poucas espécies conseguem superar os custos dessa associação. Mostrando que é necessário uma certa plasticidade das duas espécies para manter essas relações.
Outra coisa interessante para o estabelecimento e manutenção de um mutualismo obrigatório é que os interesses de ambas as espécies nem sempre estão alinhados, talvez a pressão sobre cada um para obter todos os benefícios possível é alta, levando a um comportamento egoísta. Indivíduos que não estão dentro de uma relação tendem a ser “trapaceiros”, como o caso do peixe-limpador, que eventualmente morde pedaços dos peixes maiores sem parasitas, porém ele pode ser punido.
Para aumentar a estabilidade do mutualismo ao longo do tempo, mecanismos de punição (troca de parceiros por exemplo) e recompensa são muito utilizados: regulando as trapaças.

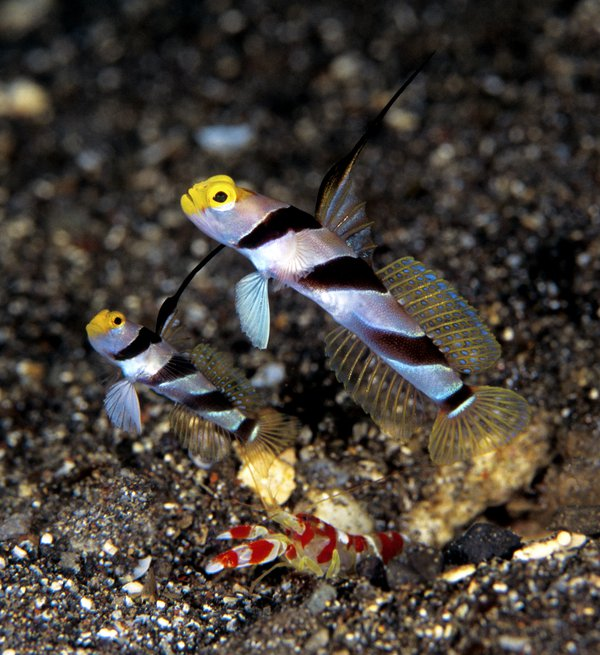
2 gobis e 1 camarão em associação

## Ecologia

### Impactos demográficos da parceria mútua
De uma perspectiva demográfica, os benefícios mútuos são expressados por um aumento da natalidade e/ou redução da mortalidade. Nos recifes de corais têm muitos predadores, então acredita-se que os gobis e camarões formam uma aliança para se protegerem: para o gobi, o camarão fornece uma toca para seu refúgio, já ára os camarões, os peixes alertam a presença de predadores para que possam se esconder, diminuindo a mortalidade do gobi. Por isso acredita-se que os camarões tornam-se menos vulneráveis à predação quando pareados com um gobi.
Estudos realizados para entender o impacto da parceria obrigatória entre gobis e camarões nas taxas de crescimento mostraram que o crescimento do camarão quando um gobi presente foi significativamente maior do que quando ausente. Isso porque quando o camarão está sozinho ele realiza menos forrageamento (busca por alimento). Já para os gobis não teve diferença no crescimento diante presença ou ausência do camarão, indicando que a presença do crustáceo não interfere no crescimento, mas pode interfir em outros aspectos, como a taxa de mortalidade.
Para compreender melhor sobre as taxas de mortalidade de pares gobi-camarão, um estudo introduziu 48 peixe em um habitat e percebeu que 20 dos 48 invasores estavam ocupando abrigos/tocas que já estavam ocupados antes. Os outros 28 não foram encontrados, mostrando que gobis que falharam em parear com camarões sofreram predação. No entanto, não foi possível estimar a influência do mutualismo sobre as taxas de pedração e mortalidade nos camarões, portanto estudo que foquem na observação a longo tempo de camarões marcados sem a parceria do peixe é de extrema importância.

### Dieta e comportamento alimentar
Os gobies costumam vasculhar o sedimento em busca de alimento, tanto ao redor da toca como também o extraído da toca pelo camarão. Duas espécies (Amblyeleotris japonica e Stonogobiops xanthorhinica) foram observadas subindo na coluna d’água para se alimentarem do plâncton.
Os camarões associados aos gobis parecem ser alimentadores oportunistas que consomem matéria intersticial exumada durante a escavação da toca, além de algas, que parecem ser o principal item da alimentação desses animaisque. Além disso, também podem se alimentar dos ectoparasitas que tiram dos seus parceiros peixes.

### Especificidade do habitat
Já se sabe que a distribuição das espécies de gobis e camarões é influenciada pelos parâmetros do habitat, tornando-os muito seletivos na escolha. Algumas espécies preferem sedimento com uma mistura de areia, cascalho, detritos de corais e fragmentos de concha e são raramente encontrados em substrato só de areia. Mas também têm espécies que preferem micro-habitats diferentes, selecionados a partir da profundidade e pelos tamanhos dos grãos do sedimento.

### Dinâmica de populações
Para compreensão das dinâmicas de populações, os estudos consistem em observação dos animais em seu habitat natural. Observou-se que o tamanho populacional total e abundância das espécies de camarões e gobis mudaram ao longo do tempo.
Durante três observações, espaçadas por 5 meses, Cummins (1979) observou que a espécie de gobi presente na toca de um camarão, mudou em pelo menos 5 abrigos. Ele retirou gobis das suas tocas e o resultado foi: os abrigos são recolonizados rapidamente, muitas vezes por indivíduos da mesma espécie, de uma outra espécie que é comumente vista com a espécie de camarão. Houve recolonização por um indivíduo de uma espécie de gobi raramente vista com aquela espécie de camarão, mas depois de um tempo o peixe abandonou o abrigo.
Estudos foram feitos para elucidar predação e competição intraespecífica de gobis (Ctenogobiops feroculus) mostram que gobies dessa espécie competem para ocupação da toca, gobis maiores eram mais sucedidos na ocupação do que os menores e os peixes preferem parear com camarões maiores do que menores.
Ao analisar as taxas de predação dos gobis percebeu-se que diante da adição de predadores, a mortalidade aumentou, porém a abundância não foi alterada. Isso pode ser explicado, pois assim que uma toca está sem o seu respectivo gobi, outro indivíduo vai substituir o lugar.

## Comportamento

### Estrutura da toca/abrigo
A estrutura dos abrigos de camarões associados à gobis tem uma profundidade de no máximo 50 cm, está sempre associada a alguma estrutura dura, como corais e rochas. Como a areia pode colapsar, o camarão utiliza pedaços de rochas, conchas para suportar a estrutura da toca.
Partes das tocas que estavam debaixo de corais e rochas, tinham câmaras/galerias, enquanto que aquelas no sedimento tinham o diâmetro uniforme ao longo do abrigo.

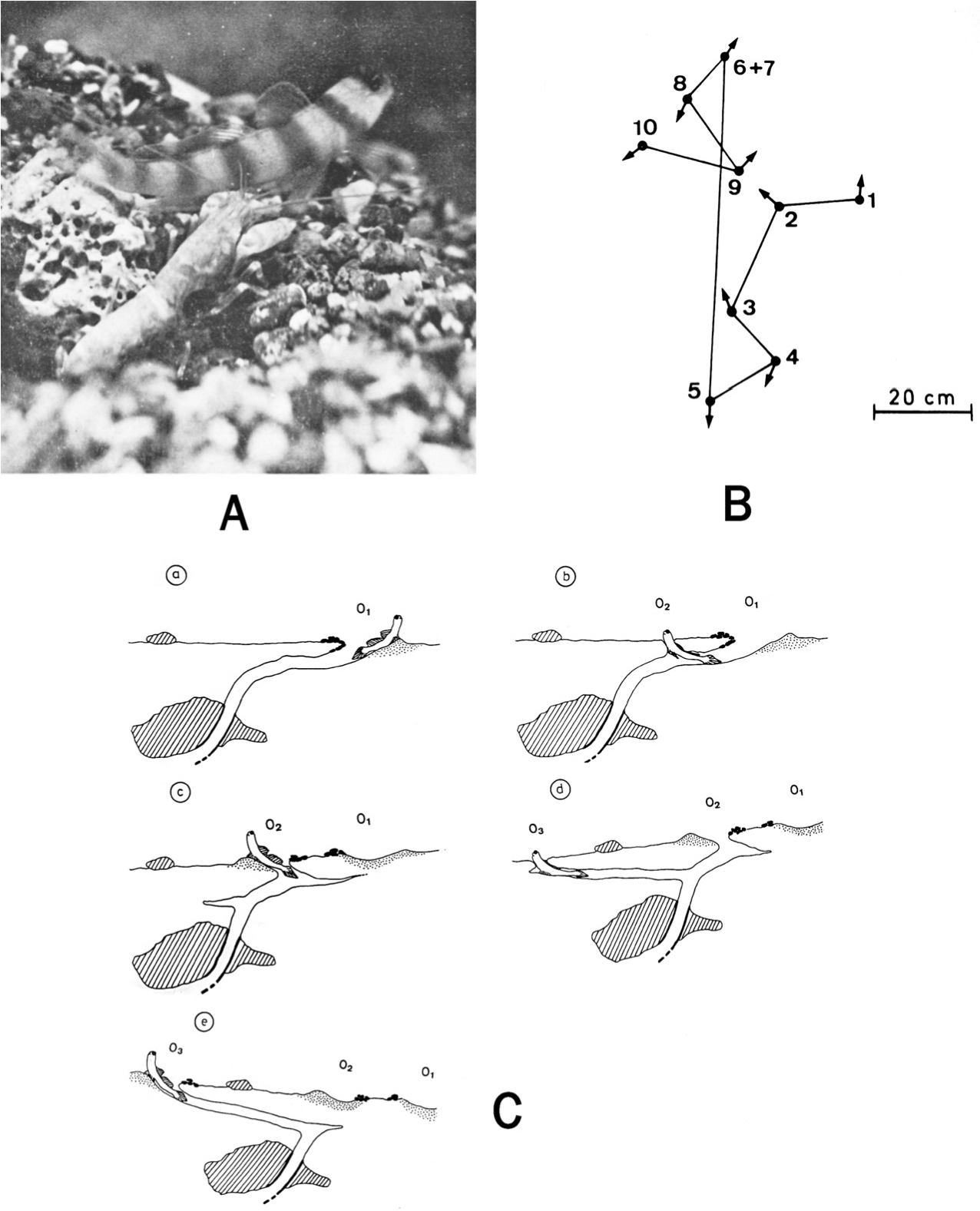
Fig 4.4.5: Abrigo/Toca (Karplus e Thomspon, 2011)

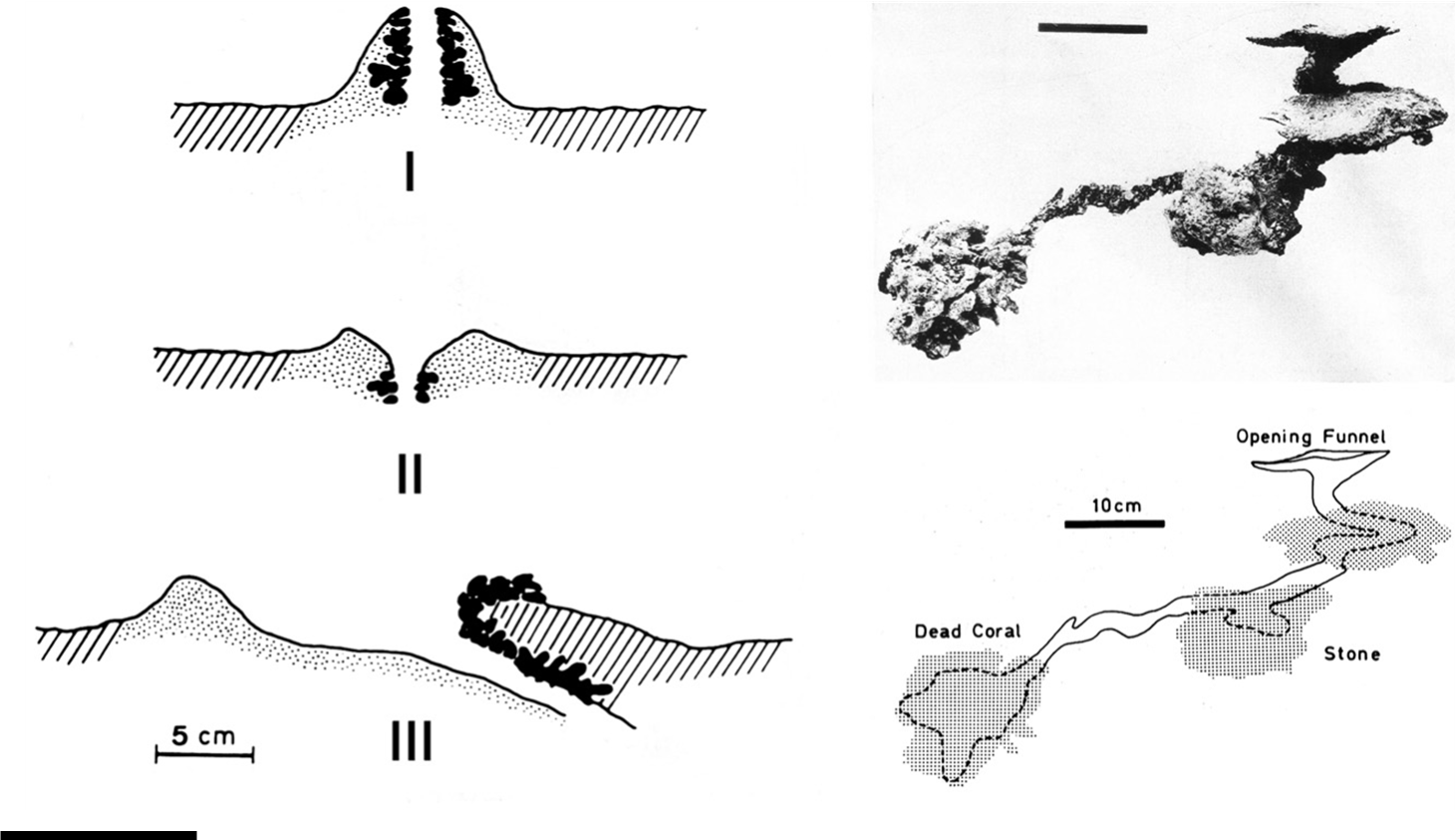
Fig 4.4.4: Abrigo/Toca (Karplus e Thomspon, 2011)

### Atividade
Tanto os camarões quanto os gobis, possuem um hábito estritamente diurno. Durante a noite os dois ficam em repouso na toca, a entrada dessa fica fechada por conta da atividade das ondas, ou fechada intencionalmente pelo camarão.

### Comunicação interespecífica
A principal forma de comunicação entre os gobis e os camarões é a tátil, ou seja, ao avistar um possível predador ou perigo, o peixe mexe sua cauda em um certo padrão para avisar ao crustáceo que ele deve entrar na toca. Esse método requer que o camarão esteja prestando atenção no gobi, já que percebe os sinais por meio das suas antenas alongadas.
Outro método usado pelo gobi é entradas rápidas da cabeça do peixe na toca, sempre que o gobi faz esse sinal, o camarão entra na toca. Esse movimento é tão rápido, que só uma nuvem de areia é vista.
Uma curiosidade é que o gobi mexe sua cauda 7.4 vezes por hora.
Caso o camarão não responda ao aviso do gobi, por meio da movimentação da cauda, o peixe aumenta a intensidade desse movimentos até o camarão entrar na toca.
Há diferença na comunicação entre o gobi e o camarão de acorco com o tipo de relação que eles mantêm. Em casos de mutualismo obrigatório, o peixe produz tanto o sinal com a cauda, quanto colocando sua cabeça rapidamente na entrada da toca. Já em casos de mutualismo facultativo ou comensalismo, apenas um dos sinais é produzido pelo gobi.

### Reprodução
Algumas espécies de gobys e camarões formam pares monogâmicos, podendo ficar juntos pelo resto da vida. Porém existem espécies de goby que se reproduzem durante o período reprodutivo, sem formarem pares. Em algumas espécies do peixa, há a rejeição da fêmea naqueles machos que ficam vagueando, que não estão assentados com seus respectivos camarões. Além disso, existem espécies de gobys que são consideradas hermafroditas.

### Especificidade do parceiro
A ocorrência de várias espécies diferentes de camarões alpheids associadas a peixes gobiídeos na mesma área levanta diversas questões em relação ao grau de especificidade do parceiro. Estudos iniciais sobre especificidade do parceiro simplesmente observavam a ocorrência ou não de certas espécies de gobies e camarões na mesma toca.
Dois cenários podem ser verdadeiros em relação à escolha de parceiros: (1) uma espécie de gobi é igualmente e significativamente relacionada à uma espécie de camarão, ou (2) associação aleatória de uma espécie de gobi com uma de camarão. Estudos apontam que o cenário (1) é mais comum em espécies que habitam águas rasas, enquanto que o (2) é mais comum em águas mais profundas. 
A atração de certas espécies de gobis por certas espécies de camarões e vice-versa é baseada em diferentes modalidades sensoriais. No caso dos gobis, a atração é por características morfológicas do camarão, já para os crustáceos a atração está relacionada com fatores químicos do peixe.
Existem três principais mecanismos que regulam a especificidade do parceiro: atração do gobi pela pela toca do camarão, a formação de um sistema de comunicação tátil e atração mútua das duas partes (para os gobis é a morfologia dos camarões, e para esse é as pistas químicas do peixe). A presença ou ausência desses mecanismos, determina o tipo de especificidade da escolha de um camarão pelo gobi e vice-versa). 
- Parcerias Tipo I: o gobi é atraído pela toca do camarão, a comunicação tátil é estabelecida e os dois são mutuamente atraídos um pelo outro. Essas associações são as mais duradouras, podem durar meses.
- Parcerias Tipo II: o gobi é atraído pela toca do camarão, a comunicação tátil é formada, mas não existe atração mútua. Esse tipo de parceria são raras e instáveel, duram apenas alguns dias ou semanas.
- Parcerias Tipo III: o gobi é atraído pela toca do camarão, náo é formada uma comunicação tátil e não há atração mútua. Esse tipo de relação não foi observada nem em laboratório nem no oceano.[12]

Os camarões desempenham um papel ativo na determinação da identidade de seus parceiros. Camarões privados de seus parceiros gobi frequentemente bloqueiam as aberturas das tocas e deixam apenas uma pequena abertura. Gobies em busca de abrigo na toca de um camarão e são atraídos pelos abrigos, inserem suas caudas nessa abertura. O camarão prontamente toca a cauda do gobi com sua antena. Se o gobi for uma espécie preferida, a abertura é ampliada e o gobi é permitido entrar. Se o gobi não for preferido pelo camarão, a associação não se formará. 
A formação de uma associação específica provavelmente é muito mais complexa do que o sugerido. Além da atração pela toca e pelo camarão, o gobi também pode ser atraído por um micro-hábitat específico e cada espécie pode ser atraída por uma estrutura de entrada de toca específica. A competição interespecífica entre gobies por tocas de camarão também pode afetar a identidade dos parceiros gobi-camarão.
A preferência do gobi por algumas características da toca, como tamanho e estabilidade, pode afetar a especificidade do parceiro. Espécies de gobis grandes foram associadas com tipos grandes de camarões que constroem tocas grandes.
O aspecto mais intrigante e menos compreendido da especificidade do parceiro provavelmente está relacionado à comunicação entre gobis e camarões. Um sistema de comunicação específico entre espécies de gobis e camarões poderia aumentar a eficácia da comunicação, mas reduzir o número de hospedeiros disponíveis, enquanto um sistema de comunicação não específico poderia ter uma eficiência de transmissão menor, mas um maior número de possíveis parceiros.